# Lijst van personen overleden door verdrinking
Dit is een lijst van personen overleden door verdrinking, in chronologische volgorde. De redenen voor verdrinking zijn velerlei, gaande van zelfmoord tot ongevallen en moord.
- Farao Ptolemeus XIII van Egypte, verdronken in de Nijl op 13 januari 47 v.Chr.
- Antinous geliefde van de Romeinse keizer Hadrianus, verdronken in de Nijl in 130
- Keizer Frederik I Barbarossa, hertog van Zwaben en keizer van het Heilige Roomse Rijk, verdronken in de rivier Göks (Cilicia) op 6 juni 1190 tijdens de Derde Kruistocht
- Jan III van Renesse, held tijdens de Guldensporenslag, verdronken bij het oversteken van de Lek in 1304
- Koning Magnus II van Zweden en Noorwegen, 1316 – 1374
- Johan Willem Friso van Nassau-Dietz van Oranje-Nassau, stadhouder van de Lage Landen, in 1711
- Lodewijk II van Beieren, 1845 – 13 juni 1886
- Timotheus Wilhelmus Ouwerkerk, Nederlands kunstschilder verdronk op 27 september 1910 in het Braasemermeer
- Grigori Raspoetin (in 1916), Russisch mystiek en adviseur van de tsaar; de aristocratie probeerde hem op velerlei manieren te doden, uiteindelijk was verdrinking in de Neva het meest efficiënt
- Virginia Woolf, Brits schrijfster, pleegde zelfmoord op 28 mei 1941
- Frits van Dijk, Nederlands acteur en regisseur verdronk bij het zwemmen in de zee bij Zandvoort op 3 augustus 1960.
- Johnny Burnette, Amerikaans Rockabilly-artiest, hij voer 14 augustus 1964 met zijn vissersbootje op Clear Lake in Californië, en kwam in botsing met een cruiseschip. Johnny werd overboord geslingerd en verdronk.
- Ingrid Jonker, Zuid-Afrikaans dichteres en tegenstandster van het apartheidsregime, pleegde zelfmoord op 15 juli 1965 bij Kaapstad.
- Josef Mengele, oorlogsmisdadiger en leider van het nazi-onderzoeksprogramma op mensen, verdronken tijdens een zwempartij aan de Argentijnse kust in 1979
- Natalie Wood, actrice, verdronken in een ongeluk met een jacht in 1981; het ongeval gebeurde onder verdachte omstandigheden en er werd gedacht aan moord
- Jos Daems, Vlaams senator, verdronken in Costa Rica in 1983
- Dennis Wilson, lid van de Beach Boys, in 1983
- Wim Duisenberg, Nederlands politicus en bankier, verdronken na hartfalen in zijn zwembad in zijn Franse villa. 2005
- Whitney Houston, Amerikaans zangeres, verdronken in een badkuip in een hotel in Beverly Hills, waarschijnlijk na een overdosis aan drugs in 2012
- Robert Maxwell, nieuwsmagnaat, verdween van zijn jacht onder mysterieuze omstandigheden in 1991, het lichaam werd later gevonden langs de kust van Tenerife
- Jeff Buckley, Amerikaans zanger, verdronken in de Mississippi in 1997
- Brian Jones, Brits muzikant, lid van de Rolling Stones, verdronk onder verdachte omstandigheden in 1969 in zijn eigen zwembad.
- Christl Haas, Oostenrijks alpineskiester, verdronk na een hartaanval tijdens het zwemmen in Turkije.
- Anders Kulläng, Zweeds rallyrijder verdronk tijdens zijn vakantie in Thailand op 28 februari 2012.
- Sridevi, Bollywoodster, verdronk in bad van haar hotel in 2018.
- Eric Geboers, Belgisch motorcrosskampioen wilde een hond uit het water redden, maar door onderkoeling verdronk hij in mei 2018
- Dolores O'Riordan, Iers zangeres van The Cranberries, verdronk in haar eigen bad onder invloed van alcohol. (Januari 2018)
- Naya Rivera, Amerikaans actrice, verdween in 2020 tijdens een boottocht met haar vierjarige zoon nadat zij een duik had genomen in Lake Piru. Zoontje bleef achter, haar lichaam werd 5 dagen later aangetroffen.
- Mary Mara, Amerikaans actrice, verdronken in de Saint Lawrence (rivier) bij een zwempartij in 2022.
- Kazuki Takahashi, Japans mangaka en spelontwerper, verdronken bij het snorkelen in Nago, Okinawa in 2022.
- Malcolm-Jamal Warner, Amerikaans acteur, verdronken in de zee bij Costa Rica tijdens een familievakantie.